# Polkovnik Ivanovo, Dobrici
Polkovnik Ivanovo (în bulgară Полковник Иваново, în română Chiringi) este un sat în comuna Dobricika, regiunea Dobrici, Dobrogea de Sud, Bulgaria. 
Între anii 1913-1940 a făcut parte din plasa Ezibei a județului Caliacra, România. În trecut s-a mai numit și Sotirovo în bulgară.

## Demografie
Componența etnică a satului Polkovnik Ivanovo
     Bulgari (91,48%)
     Romi (7,44%)
     Nicio identificare (1,06%)
     Altele (0%)
La recensământul din 2011, populația satului Polkovnik Ivanovo era de 94 locuitori. Din punct de vedere etnic, majoritatea locuitorilor (91,48%) erau bulgari, cu o minoritate de romi (7,44%). Pentru 1,06% din locuitori nu este cunoscută apartenența etnică.